# Gerhard Mitter

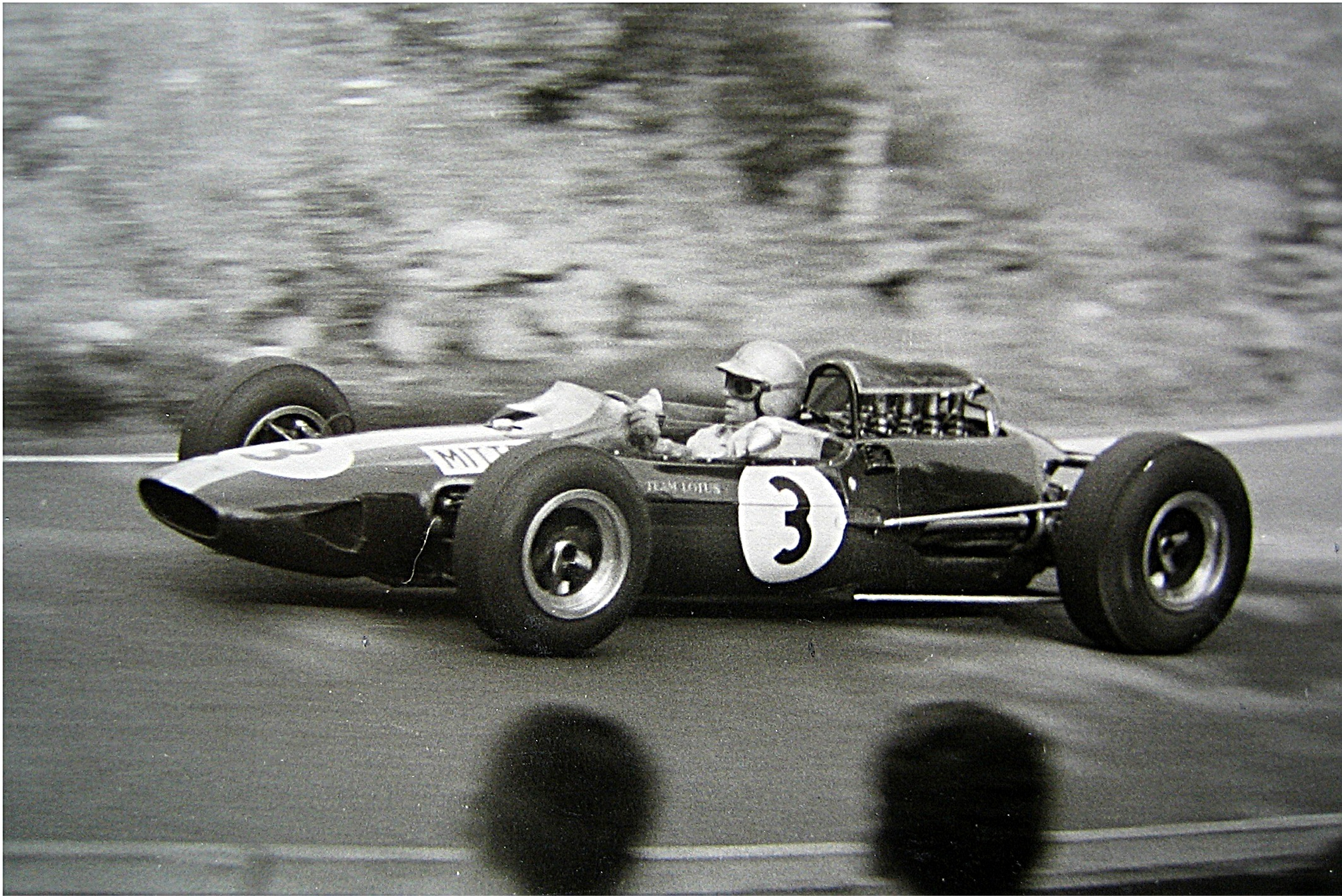
Gerhard Mitter za kierownicą Lotusa w 1965 roku na Nürburgringu

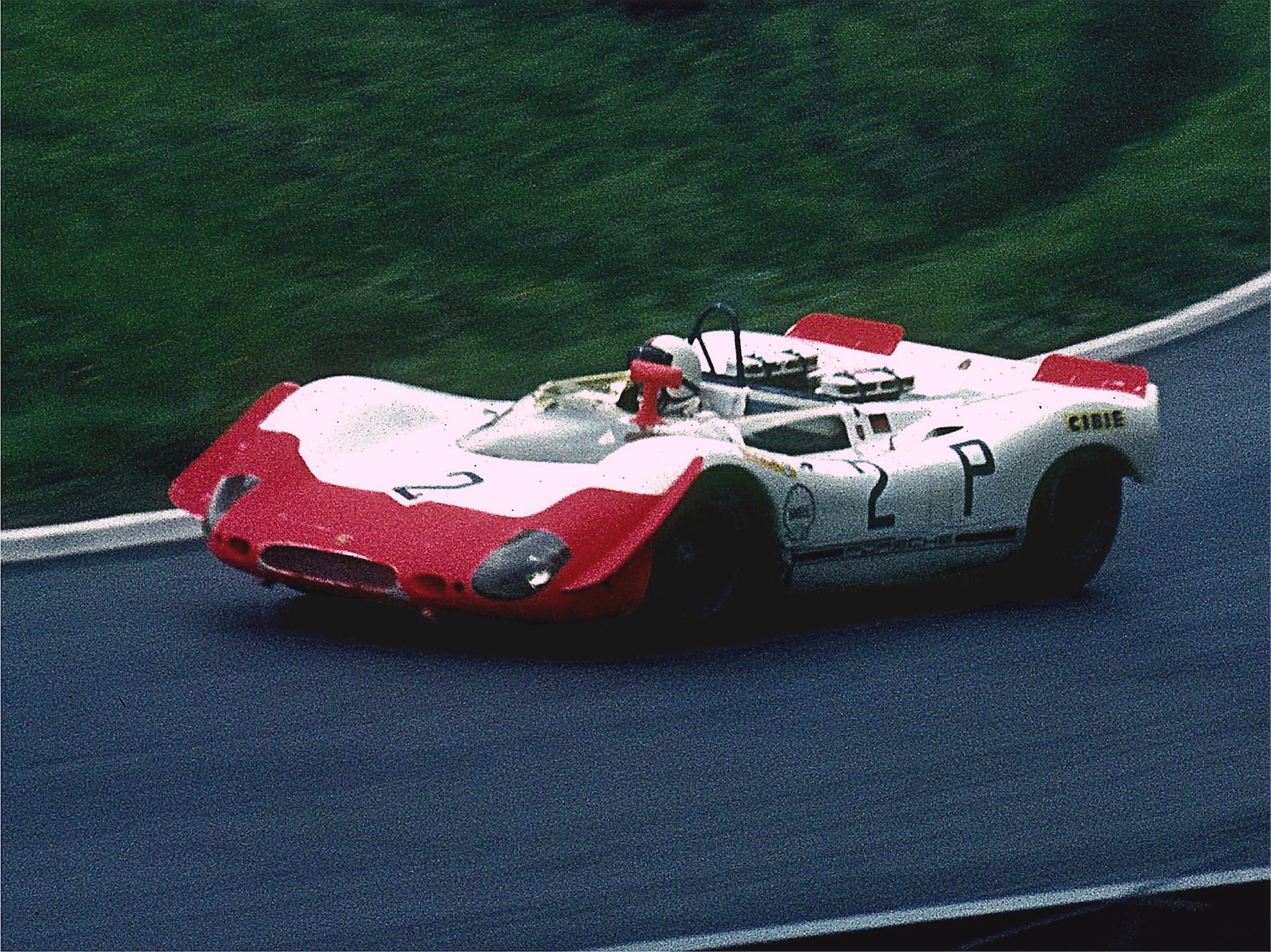
Gerhard Mitter prowadzi Porsche 908 podczas wyścigu 1000 km na Nürburgringu w 1969 roku.

Gerhard Karl Mitter (ur. 30 sierpnia 1935 w Schönlinde, zm. 1 sierpnia 1969 w Schwedenkreuz) – niemiecki kierowca Formuły 1 urodzony w Schönlinde w Sudetenland, ale jego rodzina została stamtąd wysiedlona do Leonbergu blisko Stuttgartu, gdy miał 10 lat.

## Kariera
Mitter zaczynał ściganie od motocykli. Jako młodzieniec dołączył do kierowców Formuły Junior, stając się najlepszym niemieckim kierowcą z ponad 40 zwycięstwami. W 1963 roku Gerhard Mitter zajął 4. miejsce w wyścig GP na Nürburgringu.
Mitter uczestniczył w siedmiu Grand Prix zaczynając 23 czerwca 1963 roku. Wówczas zdobył sumę trzech punktów w mistrzostwach. W swoim domowym Mitter w BMW GP Niemiec w 1963 roku startował w dwuletnim Porsche 718. Zaimponował tym ludziom Formuły 1 i zespół Lotus dał mu szansę poprowadzić profesjonalny bolid w następnych latach.
Mitter ścigał się także w wielu innych seriach odnosząc dużo zwycięstw w latach 1966-1968 w Europejskich Mistrzostwach Hillclimb dla Porsche. W 1968 roku jego łupem padł 24-godzinny wyścig Daytona (Porsche 907), a w 1969 roku zwyciężył Targa Florio w Porsche 908.

### Wypadek
W 1969 roku, dzięki dużej długości toru, organizowane były Grand Prix F1 i F2 jednocześnie na torze Nürburgring, z tym, że kierowcy F2 byli klasyfikowani osobno. Mitter startował w BMW 269 jako zawodnik Formuły 2. Podczas treningu doszło jednak do wypadku, w którym zginął młody Niemiec. Przyczyną wypadku najprawdopodobniej był defekt zawieszenia lub układ kierowniczy. Kierowcy zespołu BMW: Hubert Hahne i Dieter Quester wycofali się z wyścigu. Tak samo postąpił dawny kolega z zespołu Porsche Hans Herrmann.